# Barranc de Turmeda
El Barranc de Turmeda és un barranc de l'antic terme de Sapeira, actualment inclòs en el terme municipal de Tremp, al Pallars Jussà. És afluent del barranc d'Espills.
Es forma en un circ que és la capçalera de la seva mateixa vall, al vessant de ponent de la Serra de Gurp, en el lloc on hi ha la Font Gorgologa. El formen dos barrancs (el de Gorgologa i el de la Llera) en unir-se. Des d'aquest lloc baixa cap a ponent, decantant-se lleument cap al sud, i va rebent tot de llaus i barrancs que davallen dels contraforts de la Serra de Gurp.
Cap a la meitat del seu recorregut rep per la dreta el barranc del Regany, i al cap d'una mica, també per la dreta, el barranc de Canarill. En aquest tram el barranc de Turmeda discorre pel sud de la carena on es troba el poble de Sapeira. A partir d'aquest moment es transforma en el barranc d'Esplugafreda.